# Division 2 1977/78
Die Division 2 1977/78 war die 39. Austragung der zweithöchsten französischen Fußballliga. Es handelte sich seit 1970 um eine offene Meisterschaft mit Profis und Amateuren. Gespielt wurde vom 13. August 1977 bis zum 27. Mai 1978; vom 12. Dezember bis 13. Januar gab es eine Winterpause.
Zweitligameister wurde OSC Lille.

## Vereine
Teilnahmeberechtigt waren die 27 Vereine, die nach der vorangegangenen Spielzeit weder in die erste Division auf- noch in die dritte Liga (National) abgestiegen waren; dazu kamen drei Erstligaabsteiger und sechs Aufsteiger aus der National. Diese 36 Teilnehmer spielten in zwei überwiegend nach regionalen Gesichtspunkten eingeteilten Gruppen (eine mit Mannschaften aus dem Norden und Westen sowie eine mit Teams aus dem Süden und Osten).
Somit spielten in dieser Saison folgende Mannschaften um die Meisterschaft der Division 2: Absteiger Aufsteiger
- Gruppe A: Absteiger SCO Angers, Entente Bagneaux-Fontainebleau-Nemours, Aufsteiger US Melun, AJ Auxerre, EAC Chaumont, Aufsteiger SR Haguenau, SAS Épinal, SR Saint-Dié, Racing Club Franc-Comtois Besançon, US Toulouse, AS Béziers, Aufsteiger Olympique Alès, AC Arles, Olympique Avignon, FC Martigues, SC Toulon, AS Cannes, Gazélec FC Ajaccio
- Gruppe B: US Dunkerque, US Grand Boulogne, US Nœux-les-Mines, Absteiger OSC Lille, Amicale Lucé, Paris FC, Red Star FC, Aufsteiger AS Poissy, FC Gueugnon, SM Caen, Absteiger Stade Rennes, Aufsteiger EA Guingamp, Stade Brest, Stade Quimper, FC Tours, LB Châteauroux, Aufsteiger FC Limoges, AS Angoulême

Aufstiegsberechtigt waren die jeweiligen Gruppenersten sowie der Gewinner der Play-offs zwischen den beiden Zweitplatzierten. Eine Relegation zwischen den am schlechtesten platzierten Erstligisten, die nicht direkt abstiegen, und den besten, nicht direkt aufstiegsberechtigten Zweitligisten gab es auch diesmal nicht.

## Saisonverlauf
Jede Mannschaft trug gegen jeden Gruppengegner ein Hin- und ein Rückspiel aus, einmal vor eigenem Publikum und einmal auswärts. Es galt die Zwei-Punkte-Regel. Bei Punktgleichheit gab die Tordifferenz den Ausschlag für die Platzierung, war auch diese Differenz noch identisch, ging es – wie in dieser Saison zwischen Rennes und Quimper – nach der Mehrzahl an erzielten Treffern. In Frankreich wird bei der Angabe des Punktverhältnisses ausschließlich die Zahl der Pluspunkte genannt; hier geschieht dies in der in Deutschland zu Zeiten der 2-Punkte-Regel üblichen Notation.
Zum dritten Mal in Folge schlossen zwei Absteiger die Spielzeit als Gruppensieger ab – was für beide allerdings erst kurz vor Saisonende feststand – und kehrten auf Anhieb in die Division 1 zurück. In der unteren Tabellenregion hingegen blieb es nur für zwei der sechs Liganeulinge bei einem einjährigen „Gastspiel“, wobei der prompte Wiederabstieg mit Haguenau und Poissy zwei Mannschaften traf, für die die Zweitligazugehörigkeit eine wirkliche Premiere dargestellt hatte.
Der Red Star FC, der nach der Hinrunde noch die Gruppe B angeführt hatte, wurde aufgrund der Tatsache, dass der Klub Zahlungen an eine Rentenkasse unterlassen hatte, per Gerichtsbeschluss liquidiert. Diese Zwangsauflösung angesichts vergleichsweise geringer Schulden in Höhe von gut 46.000 Francs (entsprechend etwa 30.000 D-Mark) wurde insbesondere innerhalb des Vereins als „Versuch interessierter Pariser Kreise, sich eines sportlichen Konkurrenten von der Peripherie zu entledigen“, interpretiert. Allerdings war auch die Gemeinde Saint-Ouen im Sommer 1978 nicht bereit, den Verein finanziell zu unterstützen. Der Verein wurde aufgelöst, sein Nachfolger AS Red Star begann einen Neuanfang in einer unteren Amateurklasse und die US Toulouse profitierte davon, weil sie – wenngleich sportlich abgestiegen – als der bessere Tabellen-16. ihren Platz in der Division 2 behielt.
In den 612 Begegnungen wurden 1.537 Treffer erzielt; das entspricht einem Mittelwert von nur 2,51 Toren je Spiel. Erfolgreichste Torschützen waren in Gruppe A Pierre Giudicelli aus Alès mit 19 und in Gruppe B Jean-Claude Garnier (Dunkerque) sowie Pierre-Antoine Dossevi (Tours) mit jeweils 23 Treffern; die beiden letztgenannten teilten sich somit die Liga-Torjägerkrone. Zur folgenden Spielzeit kamen drei Absteiger aus der Division 1 (Racing Lens, Troyes Aube Football und der FC Rouen) hinzu; aus der dritthöchsten Liga stiegen mit EDS Montluçon, Montpellier La Paillade SC, US Orléans, FC Mulhouse, AAJ Blois und SC Amiens sechs Mannschaften direkt auf.

## Abschlusstabellen

### Gruppe A
| Pl. | Verein                   | Sp. | S  | U  | N  | Tore    | Diff. | Punkte |
| --- | ------------------------ | --- | -- | -- | -- | ------- | ----- | ------ |
| 1.  | SCO Angers (A)           | 34  | 21 | 7  | 6  | 050:270 | +23   | 49:19  |
| 2.  | Racing FC Besançon       | 34  | 19 | 8  | 7  | 052:260 | +26   | 46:22  |
| 3.  | SC Toulon                | 34  | 18 | 7  | 9  | 061:320 | +29   | 43:25  |
| 4.  | AJ Auxerre               | 34  | 17 | 7  | 10 | 049:360 | +13   | 41:27  |
| 5.  | AS Cannes                | 34  | 15 | 10 | 9  | 050:400 | +10   | 40:28  |
| 6.  | SAS Épinal               | 34  | 13 | 13 | 8  | 042:400 | +2    | 39:29  |
| 7.  | FC Martigues             | 34  | 16 | 5  | 13 | 049:370 | +12   | 37:31  |
| 8.  | Olympique Avignon        | 34  | 12 | 9  | 13 | 043:360 | +7    | 33:35  |
| 9.  | Gazélec FC Ajaccio       | 34  | 12 | 9  | 13 | 042:550 | −13   | 33:35  |
| 10. | EAC Chaumont             | 34  | 10 | 11 | 13 | 051:510 | ±0    | 31:37  |
| 11. | SR Saint-Dié             | 34  | 12 | 7  | 15 | 030:440 | −14   | 31:37  |
| 12. | Olympique Alès (N)       | 34  | 11 | 8  | 15 | 059:550 | +4    | 30:38  |
| 13. | US Melun (N)             | 34  | 10 | 10 | 14 | 033:390 | −6    | 30:38  |
| 14. | AC Arles                 | 34  | 8  | 14 | 12 | 033:410 | −8    | 30:38  |
| 15. | AS Béziers               | 34  | 8  | 14 | 12 | 026:350 | −9    | 30:38  |
| 16. | US Toulouse              | 34  | 9  | 12 | 13 | 036:530 | −17   | 30:38  |
| 17. | FCSR Haguenau (N)        | 34  | 7  | 7  | 20 | 023:520 | −29   | 21:47  |
| 18. | EB Fontainebleau-Nemours | 34  | 5  | 8  | 21 | 025:550 | −30   | 18:50  |

Platzierungskriterien: 1. Punkte – 2. Tordifferenz – 3. geschossene Tore

| (A) | Absteiger aus der Division 1 1976/77 |
| (N) | Neuaufsteiger                        |

### Gruppe B
| Pl. | Verein            | Sp. | S  | U  | N  | Tore    | Diff. | Punkte |
| --- | ----------------- | --- | -- | -- | -- | ------- | ----- | ------ |
| 1.  | OSC Lille (A)     | 34  | 21 | 9  | 4  | 075:280 | +47   | 51:17  |
| 2.  | Paris FC          | 34  | 20 | 9  | 5  | 071:250 | +46   | 49:19  |
| 3.  | Red Star FC       | 34  | 20 | 7  | 7  | 058:330 | +25   | 47:21  |
| 4.  | US Dunkerque      | 34  | 17 | 9  | 8  | 066:340 | +32   | 43:25  |
| 5.  | FC Tours          | 34  | 17 | 7  | 10 | 058:440 | +14   | 41:27  |
| 6.  | FC Gueugnon       | 34  | 16 | 8  | 10 | 052:390 | +13   | 40:28  |
| 7.  | AS Angoulême      | 34  | 12 | 12 | 10 | 046:360 | +10   | 36:32  |
| 8.  | Amicale Lucé      | 34  | 11 | 13 | 10 | 026:380 | −12   | 35:33  |
| 9.  | LB Châteauroux    | 34  | 10 | 13 | 11 | 038:380 | ±0    | 33:35  |
| 10. | Stade Brest       | 34  | 11 | 11 | 12 | 041:480 | −7    | 33:35  |
| 11. | US Grand Boulogne | 34  | 9  | 11 | 14 | 037:490 | −12   | 29:39  |
| 12. | Stade Rennes (A)  | 34  | 9  | 10 | 15 | 043:560 | −13   | 28:40  |
| 13. | Stade Quimper     | 34  | 7  | 14 | 13 | 032:450 | −13   | 28:40  |
| 14. | EA Guingamp (N)   | 34  | 9  | 10 | 15 | 032:580 | −26   | 28:40  |
| 15. | FC Limoges (N)    | 34  | 7  | 13 | 14 | 030:440 | −14   | 27:41  |
| 16. | AS Poissy (N)     | 34  | 6  | 10 | 18 | 024:470 | −23   | 22:46  |
| 17. | US Nœux-les-Mines | 34  | 6  | 10 | 18 | 025:550 | −30   | 22:46  |
| 18. | SM Caen           | 34  | 6  | 8  | 20 | 029:660 | −37   | 20:48  |

Platzierungskriterien: 1. Punkte – 2. Tordifferenz – 3. geschossene Tore

| (A) | Absteiger aus der Division 1 1976/77 |
| (N) | Neuaufsteiger                        |

## Ermittlung des Meisters
Die beiden Gruppensieger trafen in Hin- und Rückspiel aufeinander, um den diesjährigen Meister der Division 2 zu ermitteln. Dabei setzte sich Angers vor eigenem Publikum mit 2:1 durch, unterlag Lille aber anschließend mit 3:5, wodurch die Nordfranzosen sich den Meistertitel sicherten.
| Gruppe A   | Gesamt | Gruppe B  | Hinspiel | Rückspiel |
| ---------- | ------ | --------- | -------- | --------- |
| SCO Angers | 5:6    | OSC Lille | 2:1      | 3:5       |

## Relegation
Nach dem gleichen Modus kämpften die beiden Gruppenzweiten um einen weiteren Aufstiegsplatz in die höchste Spielklasse. Hierbei gewann der Paris FC mit 3:1 und 3:2 beide Begegnungen gegen Besançon und stieg somit als dritte Mannschaft in die erste Liga auf.
| Gruppe B | Gesamt | Gruppe A           | Hinspiel | Rückspiel |
| -------- | ------ | ------------------ | -------- | --------- |
| Paris FC | 6:3    | Racing FC Besançon | 3:1      | 3:2       |